# Hugo Fernández Martínez
Hugo Francisco Fernández Martínez, noto semplicemente come Hugo Fernández (Ñemby, 2 dicembre 1999), è un calciatore paraguaiano, centrocampista dell'Olimpia.

## Carriera

### Club
Cresciuto nel settore giovanile dell'Olimpia, debutta in prima squadra il 15 aprile 2018 in occasione dell'incontro di División Profesional vinto 4-2 contro l'Independiente.
Il 2 luglio 2021 viene prestato al Defensa y Justicia.

### Nazionale
Ha giocato nella nazionale paraguaiana Under-23.

## Statistiche

### Presenze e reti nei club
Statistiche aggiornate al 7 novembre 2021.
| Stagione        | Squadra            | Campionato      | Campionato | Campionato | Coppe nazionali | Coppe nazionali | Coppe nazionali | Coppe continentali | Coppe continentali | Coppe continentali | Altre coppe | Altre coppe | Altre coppe | Totale | Totale |
| Stagione        | Squadra            | Comp            | Pres       | Reti       | Comp            | Pres            | Reti            | Comp               | Pres               | Reti               | Comp        | Pres        | Reti        | Pres   | Reti   |
| --------------- | ------------------ | --------------- | ---------- | ---------- | --------------- | --------------- | --------------- | ------------------ | ------------------ | ------------------ | ----------- | ----------- | ----------- | ------ | ------ |
| 2018            | Olimpia            | PD              | 19         | 0          |                 | -               | -               |                    | -                  | -                  |             | -           | -           | 19     | 0      |
| 2019            | Olimpia            | PD              | 19         | 2          |                 | -               | -               | CL                 | 0                  | 0                  |             | -           | -           | 19     | 2      |
| 2020            | Olimpia            | PD              | 12         | 3          |                 | -               | -               | CL                 | 1                  | 0                  |             | -           | -           | 13     | 3      |
| 2021            | Olimpia            | PD              | 4          | 0          |                 | -               | -               | CL                 | 0                  | 0                  |             | -           | -           | 4      | 0      |
| 2021            | Defensa y Justicia | PD              | 9          | 0          | CA+CdL          | 0               | 0               |                    | -                  | -                  |             | -           | -           | 9      | 0      |
| Totale carriera | Totale carriera    | Totale carriera | 63         | 5          |                 | 0               | 0               |                    | 1                  | 0                  |             | -           | -           | 64     | 5      |

## Palmarès

### Club

#### Competizioni nazionali
- Campionato paraguaiano: 5

Olimpia: Apertura 2018, Clausura 2018, Apertura 2019, Clausura 2019, Clausura 2020